# Anna Polinari
Anna Polinari (ur. 7 lutego 1999 w Weronie) – włoska lekkoatletka, sprinterka i płotkarka, medalistka halowych mistrzostw Europy w 2023.
Specjalizuje się w biegu na 400 metrów, ale jako juniorka z powodzeniem startowała również w biegu na 400 metrów przez płotki.
Zwyciężyła w sztafecie 4 × 400 metrów na igrzyskach śródziemnomorskich w 2022 w Oranie (sztafeta włoska biegła w składzie: Polinari, Virginia Troiani, Raphaela Lukudo i Giancarla Trevisan). Zajęła 7. miejsce w tej konkurencji mistrzostwach świata w 2022 w Eugene.
Zdobyła srebrny medal w kobiecej sztafecie 4 × 400 metrów na halowych mistrzostwach Europy w 2023 w Stambule (sztafeta biegła w składzie: Alice Mangione, Ayomide Folorunso, Polinari i Eleonora Marchiando), ustanawiając przy tym halowy rekord Włoch z czasem 3:28,61.
Jest aktualną (lipiec 2025) rekordzistką Włoch w sztafecie 4 × 400 metrów z czasem 3:23,40, uzyskanym 12 czerwca 2024 w Rzymie oraz halową rekordzistką kraju w sztafecie 4 × 400 metrów z czasem 3:28,61, uzyskanym 5 marca 2023 w Stambule.

## Osiągnięcia
| Rok  | Impreza                                 | Miejsce   | Konkurencja                | Pozycja    | Wynik   |
| ---- | --------------------------------------- | --------- | -------------------------- | ---------- | ------- |
| 2017 | Mistrzostwa Europy juniorów             | Grosseto  | bieg na 400 m przez płotki | półfinał   | 1:00,38 |
| 2017 | Mistrzostwa Europy juniorów             | Grosseto  | sztafeta 4 × 400 m         | półfinał   | 3:38,00 |
| 2018 | Mistrzostwa świata juniorów             | Tampere   | bieg na 400 m przez płotki | eliminacje | 1:01,59 |
| 2019 | Młodzieżowe mistrzostwa Europy          | Gävle     | sztafeta 4 × 400 m         | 5. miejsce | 3:36,96 |
| 2021 | Młodzieżowe mistrzostwa Europy          | Tallinn   | bieg na 400 m              | półfinał   | 54,07   |
| 2021 | Młodzieżowe mistrzostwa Europy          | Tallinn   | sztafeta 4 × 400 m         | 6. miejsce | 3:33,52 |
| 2022 | Mistrzostwa świata                      | Eugene    | sztafeta 4 × 400 m         | 7. miejsce | 3:26,45 |
| 2022 | Igrzyska śródziemnomorskie              | Oran      | sztafeta 4 × 400 m         | 1. miejsce | 3:29,93 |
| 2022 | Mistrzostwa Europy                      | Monachium | bieg na 400 m              | eliminacje | 52,60   |
| 2022 | Mistrzostwa Europy                      | Monachium | sztafeta 4 × 400 m         | eliminacje | 3:28,14 |
| 2023 | Halowe mistrzostwa Europy               | Stambuł   | bieg na 400 m              | eliminacje | 53,28   |
| 2023 | Halowe mistrzostwa Europy               | Stambuł   | sztafeta 4 × 400 m         | 2. miejsce | 3:28,61 |
| 2023 | I dywizja drużynowych mistrzostw Europy | Chorzów   | sztafeta mieszana          | 3. miejsce | 3:13,56 |
| 2023 | Mistrzostwa świata                      | Budapeszt | bieg na 400 m              | 7. miejsce | 3:24,98 |
| 2024 | World Athletics Relays                  | Nassau    | sztafeta mieszana          | repasaże   | 3:16,47 |
| 2024 | Mistrzostwa Europy                      | Rzym      | bieg na 400 m              | półfinał   | 52,53   |
| 2024 | Mistrzostwa Europy                      | Rzym      | sztafeta 4 × 400 m         | 4. miejsce | 3:23,40 |
| 2024 | Mistrzostwa Europy                      | Rzym      | sztafeta mieszana          | 2. miejsce | 3:10,69 |
| 2024 | Igrzyska olimpijskie                    | Paryż     | sztafeta 4 × 400 m         | eliminacje | 3:26,50 |
| 2024 | Igrzyska olimpijskie                    | Paryż     | sztafeta mieszana          | eliminacje | 3:11,59 |
| 2025 | World Athletics Relays                  | Kanton    | sztafeta 4 × 400 m         | 5. miejsce | 3:26,40 |
| 2025 | I dywizja drużynowych mistrzostw Europy | Madryt    | bieg na 400 m              | 4. miejsce | 50,76   |

## Rekordy życiowe
- bieg na 200 metrów – 23,58 (16 czerwca 2022, Grosseto)
- bieg na 400 metrów – 50,76 (27 czerwca 2025, Madryt)
- bieg na 400 metrów (hala) – 52,82 (19 lutego 2023, Ankona)
- bieg na 400 metrów przez płotki – 59,82 (6 maja 2018, Caorle)